# 漢検漢字博物館・図書館

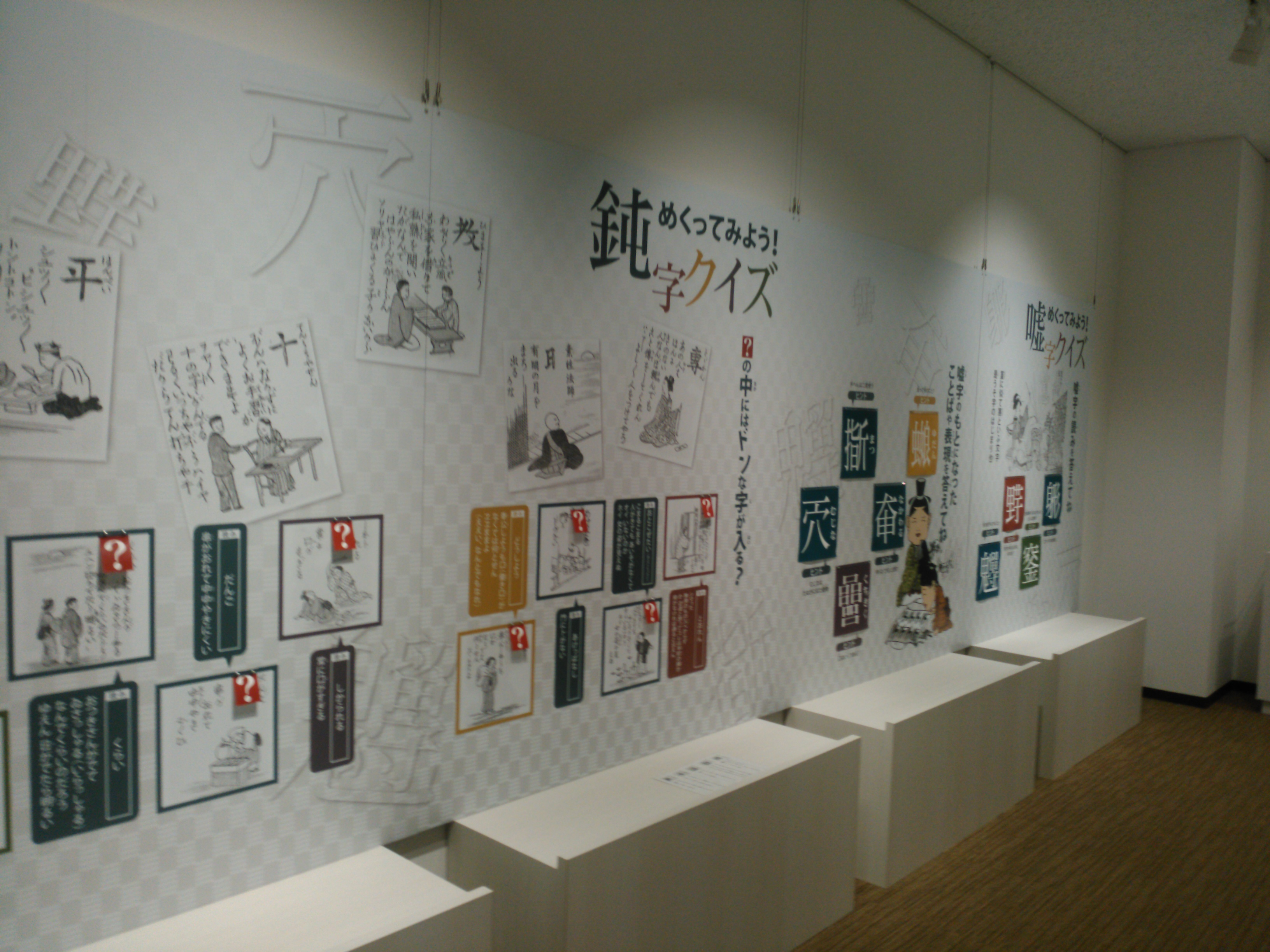
漢字ミュージアム 内部展示

漢検漢字博物館・図書館（かんけんかんじはくぶつかん・としょかん、通称漢字ミュージアム）は、京都府京都市東山区祇園町南側にある漢字をテーマとした博物館および図書館。2016年6月29日に、公益財団法人日本漢字能力検定協会により開設された。漢字をただ見るだけでなく、触れたり、学んだり、楽しんだりできる展示で、世界に向けても発信し、漢字の普及を目指す施設である。
2011年（平成23年）に閉校した京都市立弥栄中学校の跡地に建設されたもので、日本全国に先駆けて小学校（番組小学校）を設立した京都の教育が目指したもの、そのこころを引き継いだものを大切にしていこうという意図を持っている。

## 企画展
毎年何らかの企画展を開催している。小学生向けには、漢字にちなんだワークショップも企画されている。

## 利用案内
開館時間9:30 - 17:00
休館日月曜日（日曜日が祝日の場合は休館日がずれることがある）、年末年始に臨時休館日あり
来館者用駐車場なし
入館料大人は800円、大学生・高校生は500円、小中学生は300円、障害者は無料

## アクセス
京阪本線「衹園四条駅」6番出口から八坂神社方面へ徒歩5分
阪急京都線「京都河原町駅」木屋町南出口から八坂神社方面へ徒歩8分
地下鉄東西線「東山駅」2番出口から東大路通を南へ徒歩10分

## 周辺施設
- 八坂神社
- 何必館 京都現代美術館
- 祇園会館